# Ишутино (муниципальное образование город Ефремов)
Ишу́тино  — деревня в городском округе «город Ефремов» Тульской области России.

## География
Ишутино расположено на левобережье реки Красивая Меча, на противоположном берегу — село Слободское.
К юго-востоку находится деревня Малое Варково.

## Население
| 2004 | 2010 |
| ---- | ---- |
| 3    | ↘0   |

По состоянию на 1857 год, численность населения составляло более 260 человек.
Основной вид деятельности населения — садоводство и огородничество, выращивание плодовых и ягодных культур.

## Достопримечательности
Это очень красивое и живописное место, здесь всегда много отдыхающих и фотографов. Рядом с рекой располагается холм, названный Городищем. Городище — земляной холм, где во время войны жители прятались в туннелях. Знаменитые туннели в Городище, однако, до сих пор не найдены.